# Camalig
Camalig es un municipio filipino de primera clase, perteneciente a la provincia de Albáy, en la región de Bicolandia.

## Historia
Hacia mediados del siglo XIX, el lugar, ya por entonces perteneciente a la provincia de Albáy, tenía contabilizada una población de 13 370 habitantes, repartidos en 2009 casas. Aparece descrito en el primer volumen del Diccionario geográfico, estadístico, histórico de las Islas Filipinas (1850) de Manuel Buzeta Núñez y Felipe Bravo con las siguientes palabras:

CAMALIG: pueblo con cura y gobernadorcillo, en la isla de Luzon, prov. de Albay, dióc. de Nueva-Cáceres: se halla sit. en los 127° 18' 30" long., 13° 24' lat., en terreno llano, y junto al nacimiento del r. llamado de la Inaya, que va á desaguar en el lago de Bato, en el límite de esta prov. con la de Camarines-Sur: disfurta de buena ventilacion, y clima saludable. Se compone de unas 2,009 casas, en general de sencilla construccion, distinguiéndose como mejores la casa parroquial y la llamada tribunal ó de comunidad; hay escuela de primeras letras, dotada de los fondos del comun, á la cual concurren muchos alumnos; é igl. parr. servida por un cura regular. Contiguo á esta se halla el cementerio en buena situacion y ventilado. Comunicase este pueblo con sus inmediatos por medio de buenos caminos, y recibe el correo semanal establecido en la isla, de la cab. de la prov. term.: confina por N. con el volcan llamado el Mayon ó de Albay, y con los pueblos de Guinobatan y Ligao; por S. con el monte Quituitan; por E. con Cagsaua y Albay, y por O. con la cordillera de montes que viene cruzando la prov. de Camarines-Sur, como una ramificacion de la gran cordillera central de la isla. El terreno en general es montuoso, pero tiene algunos llanos donde se dan bien todas las prod. del pais. Los montes están poblados de arbolado de todas clases, y en ellos se encuentra abundante caza mayor y menor, y muchos enjambres de abejas, que elaboran cera y miel sin ningun cuidado del hombre. En los terrenos reducidos á cultivo se cosecha bastante arroz, maiz, añil, caa dulce, legumbres y frutas. Los naturales se ocupan con especialidad de la agricultura, de la elaboracion de algunas telas ordinarias, de la caza y de la pesca. pobl. 13,370 alm., 2,616 trib., que ascienden á 26,160 rs. plata, equivalentes á 50,700 rs. vn.
(Buzeta y Bravo, 1850, p. 469)

En 2020, tenía censados 72 042 habitantes.